# ОШ „Анта Богићевић” Лозница
ОШ „Анта Богићевић” у Лозници следи традицију прве лозничке школе основане 1795. године, коју је отворио Гргур Гргуревић и у коју је кренуо највећи реформатор српског језика Вук Стефановић Караџић. Од 1951. године као осмогодишња школа носи име великог српског војводе из Првог српског устанка Анте Богићевића, који се највише истакао у одбрани Лознице 1810. године, као командант одбране града од Турака.
Школа се налази на истом месту као и пре двеста и више година, на узвишењу где је био Лознички град и где су се у прошлости одиграле најзначајније битке у Првом српском устанку. Око школе постоје „шанчеви”- ровови и утврде од земље које су подигли устаници у борби против Турака. У непосредној близини школе се налази Црква Покрова Пресвете Богородице.

## Историјат
По подацима из 1836. године Лозничка школа је имала 32 ученика, а школске 1858/59. године отворена је Основна женска школа која има укупно 75 ђака. У периоду од 1838. до 1914. у Јадру су отворене школе у скоро свим селима, тако да их је било шеснаест закључно са 1914. годином.
Одлуком Попечитељства Просвештенија (министарство просвете) из 1840. године гради се нова школска зграда у самом „граду” где се и данас налази. Та школска зграда је служила до почетка Првог светског рата и почетка Битке на Дрини 12. августа 1914. године, када је Лозница бомбардована и међу првим зградама порушена зграда школе. После рата школовање је настављено 1918. године, настава је одржавана у три зграде, ненаменске и неусловне, да би данашња зграда била подигнута 1928. године. Све до 1932. године школа није имала име, а од 6. децембра 1933. године школа носи назив „Народна основна школа Вука Караџића у Лозници”.
Други светски рат прекида развој школства у Јадру и привремено зауставља рад основне Лозничке школе. У школској 1985/86 години почели су радови на изградњи нове школске зграде која је предата у употребу у септембру 1986. године.

## Ђачка библиотека
Ђачка библиотека је смештена у згради продуженог боравка, поседује око 16.595 књига. Сви ученици школе су чланови школске библиотеке, а сви ученици првог разреда се свечано примају у школску библиотеку на Савиндан. Ученици имају могућност да велики број дечијих часописа прочитају у читаоници библиотеке, јер је школа претплатник најинтересантнијих дечјих часописа.
У библиотеци ради један библиотекар, наставник српског језика, који својим распоредом рада успева да задовољи потребе деце обе смене.

## Школски „Летопис” и лист „Ученик”
Једна од највреднијих реликвија школе јесте „Летопис” које се води од 1919. године и који је чувар свих промена које су се дешавале у школи до данас. То је значајан и историјски вредан документ који су исписивали управитељи школе.
„Ученик” је школски лист који прати годишња догађања у школи, успехе на такмичењима, рад секција, сарадњу са другим школама, одласке у пензију итд. Иначе, по подацима из „Летописа” ово је први ђачки лист који је изашао у тадашњој Југославији, а редакцију чине ученици заједно са професорима Српског језика. Први број листа изашао је 1. децембра 1954. године.

## Награде и признања
Школа је добитник годишњег признања „23. септембар” Града Лознице из 1968. године и „Златни знак Црвеног крста Србије” 1985. године, одликована је Орденом заслуге за народ, Златном звездом и низом других одликовања и признања за стваралаштво у образовању и васпитању деце.